# Eparchie ščigrovská
Eparchie Ščigry je eparchie ruské pravoslavné církve nacházející se v Rusku.

## Území a titul biskupa
Zahrnuje správní hranice území Goršečenského, Kastorenského, Manturovského, Pristěnského, Sovětského, Solncevského, Timského, Čeremisinovského a Ščigrovského rajónu Kurské oblasti.
Eparchiálnímu biskupovi náleží titul šcigrovský a manturovský.

## Historie
Dne 26. července 2012 byla rozhodnutím Svatého synodu zřízena z části území kurské eparchie nová eparchie ščigrovská.

## Seznam biskupů
- - 2012–2014 German (Moralin) dočasný správce
- 2014–2020 Paisij (Jurkov)
  - 2020–2024 Paisij (Jurkov) dočasný správce
- od 2024 Feognost (Ilnickij)